# Bérénice Bejo
Bérénice Bejo (* 7. července 1976, Buenos Aires, Argentina) je francouzská herečka.

## Biografie

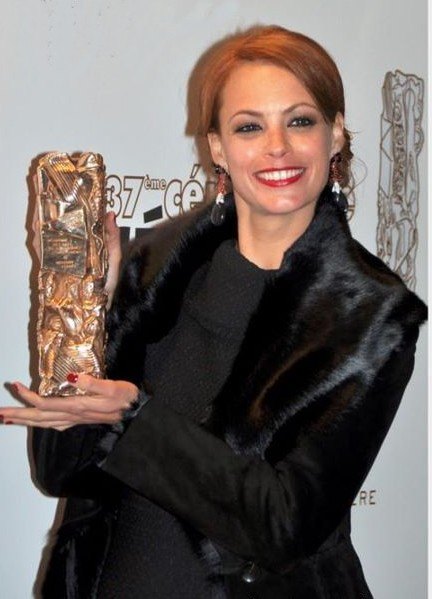
Bejo s Césarem pro nejlepší herečku, za film Umělec

Ve věku tří let emigrovala se svými rodiči z Argentiny do Francie. Pod vlivem otce, režiséra Miguela Bejo, navštěvovala už od útlého věku hereckou školu. Její první výstup na plátně byl v roce 1993 v krátkometrážním filmu Pain perdu od Tiériho Bariého a následně v celovečerním filmu Les Soeurs Hamlet (1998) od Abdelkrima Bahloula.
V roce 2001 získala nominaci na Césara pro nejslibnější herečku za film Největší ženská naděje (Meilleur espoir féminin) od Gérarda Jugnota. V roce 2008 se objevila v roli Fabienne v dvoudílném televizním filmu Sa raison d'être. V roce 2012 Césara získala v kategorii nejlepší herečka, za černobílý němý film Umělec (2011) od Michela Hazanaviciuse.

## Osobní život
Na začátku třetího tisíciletí chodila s novozélandským hercem Martinem Hendersonem.
Jejím partnerem je režisér Michel Hazanavicius, s nímž má dvě děti, narozené v letech 2008 a 2011.

## Filmografie
- 1998: Les Sœurs Hamlet: Karine
- 1999: Passionnément: dospělá Faustine
- 2000: Největší ženská naděje: Laetitia Rance
- 2000: Zajatkyně: Sarah
- 2001: Příběh rytíře: Christiana
- 2002: 24 hodin ze života jedné ženy: Olivia
- 2002: Comme un avion: Lola
- 2003: Dans le rouge du couchant: dívka na lodi
- 2003: Sem Ela: Fanfan
- 2004: Dissonances: Margo
- 2004: Velká role: Perla Kurtz
- 2005: Kavalkáda: Manon
- 2006: Agent 117: Larmina El Akmar Betouche
- 2007: Dům: Cloé
- 2007: 13 m²: Sophie
- 2008: Modern Love: Elsa
- 2008: Poslední služba: Claire
- 2011: La traque: Claire
- 2011: Umělec: Peppy Miller
- 2012: Láska všemi deseti: Marie Taylor
- 2013: Obětní beránek: Julia
- 2013: Minulost: Marie
- 2014: Poslední diamant: Julia
- 2014: Hledání: Carole
- 2015: Mládí vůdce: matka
- 2016: Věčnost: Gabrielle
- 2016: Po lásce: Marie Barrault
- 2016: Sladké sny: Elisa
- 2017: Obávaný: Michèle Rosier
- 2017: Tout là-haut: Sandrine Lefranc
- 2017: Tři vrcholky: Lea
- 2018: Naprostá láska: Eugenia
- 2018: Podivuhodná cesta fakíra, který uvízl ve skříni: Nelly Marnay
- 2018: Nemáme co skrývat: Marie
- 2020: Zapomenutý princ: sousedka
- 2020: Le Bonheur des uns...: Léa Monteil
- 2020: Shake Your Cares Away: Alma
- 2020: Il materiale emotivo
- 2021: L'Homme de la cave

## Ocenění a nominace
- César 2001: nominace jako nejlepší ženská herecká naděje za film Největší ženská naděje (Meilleur Espoir Feminin)
- Hollywood Spotlight Award 2011 za film Umělec
- Zlatý glóbus 2012: nominace jako nejlepší herečka ve vedlejší roli za film Umělec
- Oscar: nominace jako nejlepší herečka ve vedlejší roli za film Umělec
- César 2012: nejlepší herečka za film Umělec
- Filmový festival v Cannes 2013: Cena pro nejlepší herečku (Prix d'interprétation féminine)
- César 2014: nominace pro nejlepší herečku za film Minulost